# 아이소옥사졸
아이소옥사졸(영어: isoxazole)은 인접 위치에 산소와 질소를 포함하는 오원환 방향 복소환 및 약염기성으로 피리딘류의 특이취를 나타내는 액체이다. 끓는점은 95°C이다. 프로피온알데히드에 히드록실아민을 반응시켜 만든다.
아이소옥사졸은 질소 옆에 산소 원자를 가진 아졸(Azole)이다.  또한 이 고리를 함유하는 화합물의 부류이다. 아이소옥사졸릴(Isoxazolyl)은 아이소옥사졸로부터 유도된 1가 라디칼이다.

## 같이 보기
- 옥사실린
- 피롤
- 퓨란
- 단순 방향족 고리